# Проверка правильности надевания респиратора
Проверка правильности надевания респиратора (respirator seal check, user seal check) — проверка того, правильно ли надет респиратор (у которого лицевая часть плотно прилегает к лицу — полнолицевая маска, полумаска, четвертьмаска), и герметичности самой лицевой части.
Проверка предназначена для уменьшения вероятности попадания неотфильтрованного воздуха через зазоры между маской и лицом, которые могут возникнуть из-за неправильного надевания (и из-за возможной негерметичности самой лицевой части). Проверка не требует специального оборудования, и должна выполняться рабочим каждый раз при надевании респиратора, а также во всех случаях, когда он подозревает, что происходит просачивание неотфильтрованного воздуха под маску через зазоры между маской и лицом (например — из-за сползания маски) или в других местах — без очистки. См., стр. 69, 97, 224, 252, 271.

## Причины проведения проверки
Измерения защитных свойств респираторов, которые проводились непосредственно во время выполнения работы в производственных условиях показали, что респиратора они могут быть очень разные. Причина непостоянства — просачивание загрязнённого воздуха через зазоры между маской и лицом. Такие зазоры могут образоваться из-за несоответствия маски респиратора лицу рабочего, из-за сползания маски во время работы и из-за того, что рабочий может надеть маску неправильно.
В исследовании измерялись коэффициенты защиты респираторов — полумаски и полнолицевой маски — при носке респираторов одними и теми же людьми в лаборатории при выполнении одинаковых движений (Рис. 1 и 2). Выполнялось три замера каждый день. У некоторых испытателей коэффициенты защиты (отношение средней концентрации аэрозоля снаружи маски к средней концентрации под маской) очень разнообразны, и иногда они большие, а иногда — маленькие.
Если коэффициент защиты большой, то маска, в целом, способна плотно прилегать к лицу, и она примерно соответствует ему по форме и размеру. Если испытатели выполняли одинаковые движения (дышали, поворачивали голову из стороны в сторону, наклоняли вниз и запрокидывали назад, читали текст, бежали на месте), то разнообразие защитных свойств в значительной степени объясняется тем, что респиратор не всегда надевался достаточно правильно.
Так как среднее снижение воздействия вредных веществ на рабочего сильно зависит от случаев, когда защитные свойства респиратора низкие, то для сбережения здоровья рабочих очень важно свести их к минимуму, уменьшить вероятность неправильного надевания респиратора.
Это и стало причиной того, что при использовании респираторов в развитых странах (в рамках полноценной программы респираторной защиты) для сбережения здоровья рабочих работодатель обязан обучать и тренировать рабочих (использующих респираторы) правильному надеванию и проверке правильности надевания респираторов. Такое обучение должно проводиться перед началом использования респираторов, позднее — периодически (например — раз в год), и при необходимости (если во время работы будут замечены ошибки).
Выполнение проверки обученными рабочими позволяет обнаруживать, по крайней мере, грубые ошибки при надевании респираторов, и за счёт этого уменьшить повреждение здоровья.

## Выполнение проверки

### Проверка эластомерных лицевых частей
Первые упоминания о проверке правильности надевания относятся к началу двадцатого века, а первые рекомендации появились в руководстве по применению респираторов в 1963 г. Рекомендовалось два способа проверки — избыточным давлением и разрежением.
- При выполнении проверки разрежением рабочий закрывает входное отверстие фильтра ладонью руки или подходящим предметом, вдыхает — так, чтобы маска слегка съёжилась, и задерживает дыхание на 10 секунд. Если маска остаётся в таком (слегка съёжившемся) состоянии, и если рабочий не чувствует проникания воздуха под маску, то маска надета удовлетворительно.
- При выполнении проверки избыточным давлением рабочий закрывает клапан выдоха и осторожно делает выдох — так, чтобы под маской возникло небольшое избыточное давление. Если он не обнаруживает никакого вытекания воздуха по периметру маски, то маска надета удовлетворительно.

Эти два способа с небольшими вариациями используются для проверки правильности надевания респираторов с эластомерными, воздухонепроницаемыми лицевыми частями (полумасками и полнолицевыми масками) и по сей день.
В 1969г такие указания практически без изменений попали в стандарт.
В 1980г стандарт дополнили рекомендациями по проверке респираторов, у которых используется загубник.
В 1992г рекомендации дополнительно позволяли проверять правильность надевания за счёт пережимания шланга.

### Проверка фильтрующих полумасок
Очевидно, что такие способы не позволяют проверить то, правильно ли надета фильтрующая полумаска — ведь её корпус воздухопроницаем. Но при надевании фильтрующей полумаски нужно не только правильно расположить маску на лице, завести резинки оголовья за голову, но также обычно нужно согнуть носовую пластинку — что не требуется при надевании эластомерной маски. То есть возможностей ошибиться больше, а респираторы — фильтрующие полумаски широко используются для защиты органов дыхания. Для их проверки были предложены другие способы:
- При отсутствии клапана выдоха рабочий закрывает руками поверхность маски, и делает несколько резких вдохов и выдохов. Если в каких-то местах касания маски и лица он чувствует движение воздуха, то респиратор надет недостаточно плотно.
- При наличии клапана выдоха рабочий закрывает руками поверхность респиратора, и делает резкий вдох. Если он чувствует движение воздуха, то респиратор надет недостаточно плотно.

В настоящее время для проверки правильности надевания можно использовать и другие способы, предлагаемые изготовителем респираторов — если они достаточно эффективны.

## Эффективность проверки
Проверка правильности надевания не требует никакого измерительного оборудования, занимает несколько секунд и может выполняться в любом месте — даже на рабочем месте, если у сотрудника возникли подозрения, что маска «сползла» (или повреждена). Но эта проверка субъективна, и её результат зависит от ощущений рабочего. Проводилось два исследования того, насколько хорошо проведение такой проверки позволяет обнаруживать случаи, когда маска респиратора недостаточно плотно прилегает к лицу. В исследовании из 195 человек, которые после проверки правильности надевания считали что маски надеты хорошо, только у одного инструментальная проверка показала, что он ошибся, и маска надета неправильно. В исследовании участвовали люди, не имевшие опыта использования респираторов вообще, но прошедшие краткое обучение. Результаты исследования показали, что в случаях, когда между маской респиратора (эластомерной или фильтрующей) и лицом имелись недопустимо большие зазоры, даже неопытные, но обученные люди могут часто их обнаруживать.
Кроме того, в исследовании проверили эффективность проверки правильности надевания респираторов — фильтрующих полумасок при носке последних сотрудниками медучреждений. Среди опытных сотрудников, которые выполнили проверку и считали, что респиратор надет правильно, только у 22 %-30 % проверка с помощью приборов показала, что просачивание неотфильтрованного воздуха через зазоры превышает установленные в США ограничения. Исследование также подтвердило, что выполнение проверки способствует сохранению здоровья рабочих.

## Использование проверки
Хотя известны случаи, когда слишком сильное надавливание на маску при проверке приводило к сползанию правильно надетого респиратора и образованию зазоров между маской и лицом, но в настоящее время законодательство, регулирующее организацию применения респираторов в США (см. статью Законодательное регулирование выбора и организации применения респираторов) обязывает работодателя обучать рабочих выполнению такой проверки, и требовать от них её выполнения при каждом надевании, так как это (в целом) уменьшает вероятность вдыхания неочищенного воздуха.
Такая проверка не является заменой Проверки изолирующих свойств респиратора (которая предназначена для подбора маски, соответствующей лицу рабочего, и проводится с помощью приборов — нечасто), а дополняет её, уменьшая вероятность неправильного надевания правильно подобранной маски (при каждом надевании — без какого-нибудь оборудования).
В развитых странах изготовители респираторов в руководствах по их эксплуатации рекомендуют конкретные способы выполнения такой проверки, учитывающие индивидуальные особенности своих респираторов.
- В отличие от развитых стран в РФ нет нормативных документов, обязывающих работодателя проводить обучение сотрудников правильному использованию респираторов, а конструкция респираторов, разработанных более 45 лет назад, не позволяет проверять, правильно ли они надеты, что способствует повреждению здоровья. Хотя ещё в 1938г при разработке проекта[12] давались чёткие указания по обязательной проверке противогаза на герметичность: «25. Каждый рабочий, получивший противогаз на руки, перед употреблением должен проверить герметичность: а) шлема с принадлежащими ему частями, б) гофрированной трубки, в) фильтрующей коробки. Для этого надлежит: а) Надеть шлем или маску без коробки, зажать плотно гофрированную трубку у места её присоединения с патрубком, и сделать глубокий вдох. Если воздух под маску не проходит — вся система герметична. …». Аналогичными способами проверки пользовались пожарные в 1930-х[3].

Ошибки при надевании маски приводят к попаданию загрязнённого воздуха в органы дыхания и поврежденияю здоровья.

## Дополнительная информация
В интернете есть наглядные видеозаписи проверки правильности надевания респираторов разных конструкций (YouTube «Respirator Seal Check», «User Seal Check»):
- Фильтрующая полумаска — через 1 мин 30 сек после начала видеоролика.
- Эластомерная полумаска — в начале записи
- Полнолицевая маска и эластомерная полумаска — 1 минута после начала видеоролика.
- Видеозапись проверки полумасок, наглядно показывающая их низкие изолирующие свойства: на Викискладе; из YouTube